# Assassinatos de Liana Friedenbach e Felipe Caffé
O Caso Liana Friedenbach e Felipe Caffé foi um crime ocorrido na zona rural de Embu-Guaçu, na Grande São Paulo, entre 1 e 8 de novembro de 2003, que causou profunda indignação na sociedade brasileira e reacendeu o debate a respeito da maioridade penal no Brasil.
O crime consistiu na tortura e assassinato do jovem Felipe Silva Caffé (19 anos) e da menor Liana Bei Friedenbach (16 anos) por quatro homens e um adolescente. Liana nasceu em São Paulo, no dia 6 de maio de 1987. De ascendência judaica e com boas condições financeiras, ela se mudou em meados de agosto de 2003 para o Colégio São Luís, a fim de conciliar os seus estudos com as demais atividades da sua rotina, como aulas de ginástica, inglês e os eventos da Chazit Hanoar, organização judaica da qual fazia parte. Liana sonhava em prestar vestibular para Educação Física e em ser monitora de acampamentos do movimento judaico e visitar um kibutz. Felipe Silva Caffé, por sua vez, nasceu em 1 de julho de 1984 e não pertencia a uma classe econômica tão abastada como a de Liana, mas era bolsista no Colégio São Luís e trabalhava durante o dia. Ele pretendia prestar direito para se tornar delegado e prestaria uma entrevista de emprego para auxiliar de escritório no dia 3 de novembro (segunda-feira). Pouco tempo após matricular-se no Colégio, Liana conheceu Felipe e engataram um relacionamento.
Os assassinos foram presos alguns dias depois dos crimes. Em julho de 2006, Antonio Caetano da Silva, Agnaldo Pires e Antônio Mathias de Barros foram condenados pela Justiça a 124, 47 e 6 anos de prisão, respectivamente. Em novembro de 2007, Paulo César da Silva Marques, o "Pernambuco", foi condenado a 110 anos e 18 dias de prisão pelo assassinato. Roberto Aparecido Alves Cardoso, o "Champinha", considerado o líder do bando, era menor de idade na época da morte do casal e foi internado na Unidade Experimental de Saúde da Unidade Tietê da Fundação CASA (antiga FEBEM), na Vila Maria, Zona Norte de São Paulo. Após completar 18 anos ele foi novamente avaliado e transferido a Casa de Custódia de Taubaté, por tempo indeterminado, visto seu alto grau de periculosidade junto à sociedade.

## O crime
Com cerca de dois meses de relacionamento, o casal decidiu fazer uma viagem. A ideia inicial era acamparem na zona rural de São Paulo junto a um grupo de amigos de Felipe, que tinham o costume de acampar com ele há anos. Por diversos motivos pessoais, os amigos foram desistindo do passeio e, decidindo não desmarcar o encontro, o casal optou por viajar sozinho. Felipe ocultou dos pais o fato de que viajaria sozinho com Liana. Esta, por sua vez, mentiu que viajaria à Ilhabela  com um grupo de jovens da comunidade israelita, após ter seu primeiro pedido negado quando disse que queria acampar com Felipe e amigos.
No dia 31 de outubro de 2003, os dois deixaram o colégio à noite e pernoitaram no vão do Museu de Arte de São Paulo (MASP), na Avenida Paulista. De madrugada, próximo ao amanhecer, foram à rodoviária com destino à Embu-Guaçu. Durante a manhã, eles compraram alguns mantimentos em um mercadinho, se organizaram e por fim foram caminhando pela estrada do Belvedere com destino ao Sìtio do Le. O sítio pertencia a um artista plástico português que recebia muitas pessoas para acamparem em seu terreno, porém havia sido abandonado devido ao crescimento da criminalidade no local, com o aparecimento de quadrilhas de desmanche de carros etc. Vale salientar ainda que o dono do sítio precisou deixar o local após uma tentativa de homicídio e ameaças perpetrados contra ele.
Enquanto caminhavam pela estrada, os dois jovens cruzaram com Paulo Cesar da Silva Marques (o Pernambuco), na época com 32 anos, e Roberto Aparecido Alves Cardoso (o Champinha), na época com 16 anos. Ao verem o casal bem vestido e desprotegido, os indivíduos decidiram mais tarde abordá-lo, pois Liana chamou muito a atenção dos dois devido aos seus atributos físicos. Segundo o que foi apurado, acredita-se que o casal tenha sido abordado no fim da tarde daquele sábado (1º de novembro). Champinha e Pernambuco rasgaram a barraca onde os dois estavam, os rendendo com faca e uma espingarda. Felipe e Liana, então, foram obrigados a caminhar por quilômetros mata adentro, chegando a um sítio no qual o caseiro ajudaria a fornecer o local como cativeiro. O casal foi sequestrado e levado para um barraco repleto de entulho, onde passariam diversos dias.
Durante os dias que se seguiram e já desde o primeiro momento naquela noite de sábado, Liana, que era virgem, foi estuprada continuamente pelos seus algozes, que ignoraram seus apelos para que não o fizessem. Primeiro por Champinha e Pernambuco, depois pelos comparsas dos criminosos que foram aparecendo nos demais dias: Agnaldo Pires (de 40 anos) e Antônio Caetano da Silva, o caseiro, de 50 anos.
Na segunda-feira, dia 3 de novembro, sentindo falta da filha, que já deveria ter retornado, e estranhando o fato de seu celular estar fora de área, o pai de Liana, Ari Friedenbach, começou a vasculhar informações sobre o paradeiro da moça. Ari inclusive tinha ido ao local onde Liana deveria desembarcar, encontrando-o vazio. Após ligar para uma das amigas da jovem, Ari descobriu que ela havia viajado para Embu-Guaçu com Felipe e que havia confidenciado isso apenas a algumas amigas e ao seu irmão.
Após entrar em contato com os pais de Felipe e ao perceber que o casal havia sumido, começou uma verdadeira caçada da polícia por pistas sobre o casal. A barraca onde acamparam estava abandonada no sítio, assim como os pertences dos dois, mas havia um rasgo na lona, preocupando a todos ainda mais. Durante dias, a polícia, os moradores da cidade e as famílias dos namorados buscaram intensamente pelos dois. O irmão de Felipe era um soldado do COE, que também participou das buscas. Desde o começo, o nome de Champinha foi levantado entre os suspeitos, devido ao seu histórico de crimes no local, mas durante dias não se tinha pistas de quase nada. O pai de Liana chegou a receber ajuda de um empresário, que lhe emprestou seu helicóptero para lançar panfletos pela cidade. O caso ganhou grande repercussão nos jornais e telejornais do país.
Enquanto esteve com Liana, Champinha exibia a todos a jovem como sua “prima” e “namorada”, andando com ela à luz do dia e ainda oferecendo-a aos seus comparsas para ser estuprada. Liana foi vítima de múltiplas violências. Na quarta-feira, 5 de novembro, Champinha foi intimado a depor na delegacia, pois já era um forte suspeito. Durante aquela semana, seu irmão mais velho chegou a vê-lo pescando num lago, na companhia de Liana, mas teve receio de fazer muitas perguntas sobre ela. Ele avisou ao menor que a polícia e sua mãe estavam à sua procura.
Temendo a aproximação da polícia, o bando decidiu matar Felipe Caffé na quinta-feira de 6 de novembro, pela manhã. Caminhando mata adentro, Champinha se deteve com Liana, enquanto Pernambuco seguiu com Felipe por cerca de 100 metros. Ali, à beira de uma ribanceira, efetuou um disparo contundente na nuca de Felipe, que morreu. Acredita-se que a intenção era matar os dois, mas a espingarda era completamente improvisada com armações de elástico, inclusive, e a munição havia acabado. Além disso, Champinha decidiu passar mais dias com a menina. Após matar Felipe, Paulo César se evadiu, decidindo fugir para seu estado natal, Pernambuco. Segundo os criminosos, Liana não teria visto o namorado ser morto, mas teria escutado o tiro e perguntado sobre ele, obtendo como resposta a mentira de que ele havia sido liberto, mas provavelmente não acreditou. Durante os momentos que se seguiram, Liana entrou em completo estado de choque, deixando completamente de falar e mantendo seus olhos sempre fixos ao horizonte. Os cerca de dois dias que passou sozinha na mão dos algozes foram ainda piores que os anteriores. É dito que Liana chegou a caminhar por mais de 20 km com Champinha, por trilhas que praticamente só ele conhecia.
Numa manhã, provavelmente no sábado (8 de novembro), Champinha mentiu para Liana que a levaria para uma rodoviária a fim de libertá-la. No meio do caminho, nas proximidades de um córrego, o menor atacou Liana durante um acesso de raiva, empregando-lhe um golpe "gravata" e perfurando seu pescoço com um facão. O corte foi tão profundo que quase a degolou. Após a menina cair no chão, sucederam-se diversos golpes extremamente violentos por seu peito, braços, costas, pescoço e até na cabeça, onde Champinha lhe fez um traumatismo craniano. Foram mais de 15 facadas, matando-a.
Naquela semana, algumas pistas foram obtidas pela polícia. Um morador da região testemunhou que no sábado dia 1º havia visto Champinha andando na companhia de uma menina com as características de Liana, e com aparência diferente das que costumavam andar com ele. Ele disse que chegou a desconfiar, mas só soube dos estudantes desaparecidos depois que foi à cidade fazer compras, vários dias depois. Além disso, um mateiro que havia se disposto a colaborar nas buscas encontrou um dos criminosos, Antônio, bêbado pela região e balbuciando coisas estranhas. Então, o levou a delegacia, onde o mesmo confessou tudo. Após Champinha ser detido, ele revelou onde estava o corpo de Felipe Caffé, porém mentiu que Liana estava viva e em posse de Pernambuco. Entretanto, a polícia já trabalhava sobre a possibilidade da moça estar morta, o que se confirmou depois de Champinha finalmente revelar a localização do corpo de Liana. Os corpos foram encontrados no dia 10 de novembro.

## Prisão e condenação dos responsáveis
"Champinha" e seus comparsas foram presos dias depois dos crimes. Em julho de 2006, Antonio Caetano da Silva, Agnaldo Pires e Antônio Mathias de Barros foram condenados, respectivamente, a 124, 47 e 6 anos de prisão. Em novembro de 2007, Paulo César da Silva Marques, o "Pernambuco", foi condenado a 110 anos e 18 dias de prisão pelo assassinato. Ele estava preso desde a época do crime e foi o último dos cinco envolvidos a ser julgado.

### Champinha

Roberto Aparecido Alves Cardoso ("Champinha")

Considerado o líder do bando, Roberto Aparecido Alves Cardoso, o "Champinha", tinha 16 anos de idade na época do assassinato do casal e foi internado na Unidade 1 da Fundação CASA (antiga FEBEM), do Complexo Vila Maria, Zona Norte de São Paulo. De acordo com o Estatuto da Criança e do Adolescente (ECA), ele poderia ter ficado internado na entidade por até três anos ou no máximo até completar 21 anos (artigo 121, parágrafo 5º). Ao completar 21 anos, no entanto, o Ministério Público requereu sua interdição civil com base na Lei 10.216/2001. Um laudo psiquiátrico apontou que ele tem doenças mentais graves, como transtorno de personalidade antissocial e leve retardo mental, podendo apresentar riscos à sociedade.
Champinha foi transferido para uma Unidade Experimental de Saúde (UES), destinada à recuperação de jovens infratores com distúrbios mentais, onde permanece até hoje. Desde então, a custódia dele se tornou responsabilidade do governo paulista. Champinha já teve pedidos de liberdade negados pelo Supremo Tribunal Federal (STF), pelo Superior Tribunal de Justiça (STJ) e pelo Tribunal de Justiça do Estado de São Paulo (TJ-SP).
No dia 2 de maio de 2007, ele chegou a fugir da Fundação Casa. A fuga ocorreu por volta das 18h, quando ele escapou com pelo menos um comparsa. Ambos escalaram o muro de sete metros de altura utilizando-se de uma escada. Recapturado 11 horas depois, foi novamente internado.
Em 17 de dezembro de 2007, uma emissora de TV filmou "Champinha" numa casa confortável, decorada em alto padrão, com sofá, TV de 29 polegadas e cinco refeições diárias feitas por nutricionistas. O vídeo gerou grande revolta e críticas ao governo. O então governador José Serra defendeu a situação dele, dizendo que ele estaria melhor ali do que nas ruas cometendo delitos. O secretário da Justiça de São Paulo também repudiou a imprensa, dizendo que queriam linchar moralmente o Estado. "Champinha" custaria ao Estado cerca de 12 mil reais mensais.